# О, что за чудесная война
«О, что за чудесная война» (англ. Oh! What a Lovely War) — кинофильм режиссёра Ричарда Аттенборо, вышедший на экраны в 1969 году. Лента основана на радиопостановке Чарльза Чилтона «The Long Long Trail» (1961) и мюзикле «О, какая прекрасная война!» (1963), поставленном на театральной сцене труппой Джоан Литлвуд.

## Сюжет
Фильм в аллегорическом и сатирическом духе повествует о развязывании и ходе Первой мировой войны. Довоенная дипломатия показана в виде своеобразного собрания министров, дипломатов и глав государств, которые обсуждают текущие дела, расхаживая по большой карте Европы. 
Небывалый энтузиазм характерен для первоначального периода войны, которая представлена в виде аттракциона, куда каждый может купить билет. 
Само развитие событий показано через жизнь простых англичан — семьи Смит, пятеро представителей которой попали на фронт. В фильме использовано множество популярных песен того времени.

## В ролях
Семья Смит
- Уэнди Олнатт — Фло Смит
- Колин Фаррелл — Гарри Смит
- Маокольм Макфи — Фредди Смит
- Джон Рэй — дедушка Смит
- Корин Редгрейв — Берти Смит
- Морис Ройвз — Джордж Смит
- Пол Шелли — Джек Смит
- Ким Смит — Дики Смит
- Анджела Торн — Бетти Смит
- Мэри Уимбуш — Мэри Смит

В прочих ролях
- Дирк Богард — Стивен
- Жан-Пьер Кассель — французский полковник
- Джон Миллс — генерал Дуглас Хейг
- Филлис Калверт — леди Дороти Хейг
- Лоренс Оливье — фельдмаршал Джон Френч
- Майкл Редгрейв — сэр Генри Уилсон
- Ванесса Редгрейв — Сильвия Панкхёрст
- Ральф Ричардсон — сэр Эдуард Грей
- Мэгги Смит — звезда мюзик-холла
- Джон Гилгуд — граф Леопольд фон Берхтольд
- Джон Клементс — генерал фон Мольтке
- Джек Хокинс — император Франц Иосиф I
- Кеннет Мор — кайзер Вильгельм II
- Сюзанна Йорк — Элеанор
- Пол Данеман — царь Николай II
- Иэн Холм — президент Раймон Пуанкаре
- Гай Миддлтон — сэр Уильям Робертсон
- Наташа Пэрри — леди Робертсон

## Награды и номинации
- 1969 — премия Британского общества кинооператоров за лучшую операторскую работу (Джерри Тёрпин).
- 1970 — премия «Золотой глобус» за лучший англоязычный зарубежный фильм.
- 1970 — 6 премий BAFTA: лучший актёр второго плана (Лоуренс Оливье), лучшая работа художника (Дональд Эштон), лучшая операторская работа (Джерри Тёрпин), лучшие костюмы (Энтони Мендельсон), лучшее музыкальное сопровождение (Дон Чаллис, Саймон Кэй), награда ООН. Кроме того, лента получила 4 номинации: лучший фильм, лучшая режиссура (Ричард Аттенборо), лучшая актриса второго плана (Мэри Уимбуш), лучший монтаж (Кевин Коннор).
- 1970 — номинация на премию Гильдии режиссёров США за лучшую режиссуру художественного фильма (Ричард Аттенборо).
- 1970 — участие в конкурсной программе кинофестиваля в Мар-дель-Плата.